# Ataenius scabrellus
Ataenius scabrellus är en skalbaggsart som beskrevs av Schmidt 1909. Ataenius scabrellus ingår i släktet Ataenius och familjen Aphodiidae. Inga underarter finns listade.